# Lietebach,Kelterberg und Schluchtwald bei Ahlersbach u. Hohenzell
Lietebach,Kelterberg und Schluchtwald bei Ahlersbach u. Hohenzell este o arie protejată (arie specială de conservare — SAC, sit de importanță comunitară — SCI) din Germania întinsă pe o suprafață de 208,15 ha, integral pe uscat.

## Localizare
Centrul sitului Lietebach,Kelterberg und Schluchtwald bei Ahlersbach u. Hohenzell este situat la coordonatele 50°19′06″N 9°33′35″E / 50.3183°N 9.5597°E.

## Înființare
Situl Lietebach,Kelterberg und Schluchtwald bei Ahlersbach u. Hohenzell a fost declarat sit de importanță comunitară în iulie 2001 pentru a proteja 1 specie de plante și 5 specii de animale. Situl a fost protejat și ca arie specială de conservare în martie 2008.

## Biodiversitate
Situată în ecoregiunea continentală, aria protejată conține 7 habitate naturale: Pajiști uscate seminaturale și facies de acoperire cu tufișuri pe substraturi calcaroase (Festuco-Brometalia) (* situri importante pentru orhidee), Izvoare petrifiante cu formare de travertin (Cratoneurion), Mlaștini alcaline, Păduri de fag Asperulo-Fagetum, Păduri de fag din Europa Centrală dezvoltate pe sol calcaros cu Cephalanthero-Fagion, Păduri pe pante, grohotișuri și ravene de Tilio-Acerion, Păduri aluvionare cu Alnus glutinosa și Fraxinus excelsior (Alno-Padion, Alnion incanae, Salicion albae).
La baza desemnării sitului se află mai multe specii protejate:
- plante (1): mușchi (Dicranum viride)
- păsări (3): ciocănitoare neagră (Dryocopus martius), sfrâncioc roșiatic (Lanius collurio), ciocănitoare verzuie (Picus canus)
- nevertebrate (2): Vertigo angustior, Vertigo moulinsiana

Pe lângă speciile protejate, pe teritoriul sitului au mai fost identificate 32 de specii de plante, 1 specie de amfibieni, 13 specii de nevertebrate, 2 specii de reptile.